# را.وان
را.وان (بالإنجليزية: Ra.One)‏ فيلم خيال علمي هندي من بطولة شاه روخ خان وأرجون رامبال والنجمة كارينا كابور، أخرجه أنوباف سينها والإنتاج عاد ل غوري خان، وتم إصداره في في سنة 2011 في توقيت متقارب بين بعض الدول، وعادت الأدوار المحورية للطفل أرمان فيرما، شاهانا غوسوامي وتوم وو. والسيناريو الذي كتبه مخرج الفيلم سينها بجانب كانيكا ديلون، فكرة الفيلم في أن يكون أول فيلم يأخد اسم الشرير عوض البطل، وأن يأخد الشرير منهجية القوة وأن لا يخسر أبدا.
بدأ التصوير بشكل رسمي في مارس 2010، والتصوير وقع بأن يكون في الهند والمملكة المتحدة، والتصوير شرف عليه طاقم دولي. شارك في مرحلة ما بعد الإنتاج 3-D والتي تتكلف بتطبيق التأثيرات البصرية، وهذه الأخيرة معترف بها على أنها الوجه المخضرم في الأفلام التي تهتم بالجانب الرقمي والتكنولوجي في الأفلام الهندية. وقد دخلت هذا العمل بميزانية قدرها 1.30 مليار ₹ (US 19 مليون $)، بما في ذلك تكاليف الدعاية والترويج للفيلم.

## نبذة عن الفيلم
شيخار (خان)، وهو مصمم اللالعاب الإلكترونية الذي يعمل في شركة صناعات بارون ومقرها لندن، وقد تلقت الشركة العديد العديد من الإخفاقات التجارية؛ ولكن شيخار لم يلق له الأمر وبدأ بصنع لعبة تهزم العلامات التجارية الأخرى، بصنع لعبة يكون فيها الشرير القوي، وسمى الشخصية الشريرة (را.وان)، وبجانبها الشخصية الطيبة والتي سماها (جي.وان)، لكن في حفل افتتاح اللعبة حدثت مشكلة بعدما لعب ابن شيخار باللعبة ولم يكمل لعبته، بحيث شخصية را.وان وعد ابن شيخار أنه سيخرج من اللعبة إلى العالم الحقيقي ليقتله، وهذا ما حصل، خرج را.وان من اللعبة وقتل شيخار، وظل يبحث عن ابن شيخار (براتيك)، لكن هذا الأخير انتبه أن خروج را.وان من اللعبة ممكن أن يحدث نفس الأمر مع (جي.وان)، وهذا ما كان عليه الوضع، خرج جي.وان من اللعبة، وجسد دور جي.وان (شاه روخ خان)،حدثت صراعات بين البطل والشرير وفي النهاية تفوق جي.وان على را.وان في النهاية، وذلك بالسلاح الذي برمجه شيخار المتوفي لهزيمة را.وان.

## شباك التذاكر

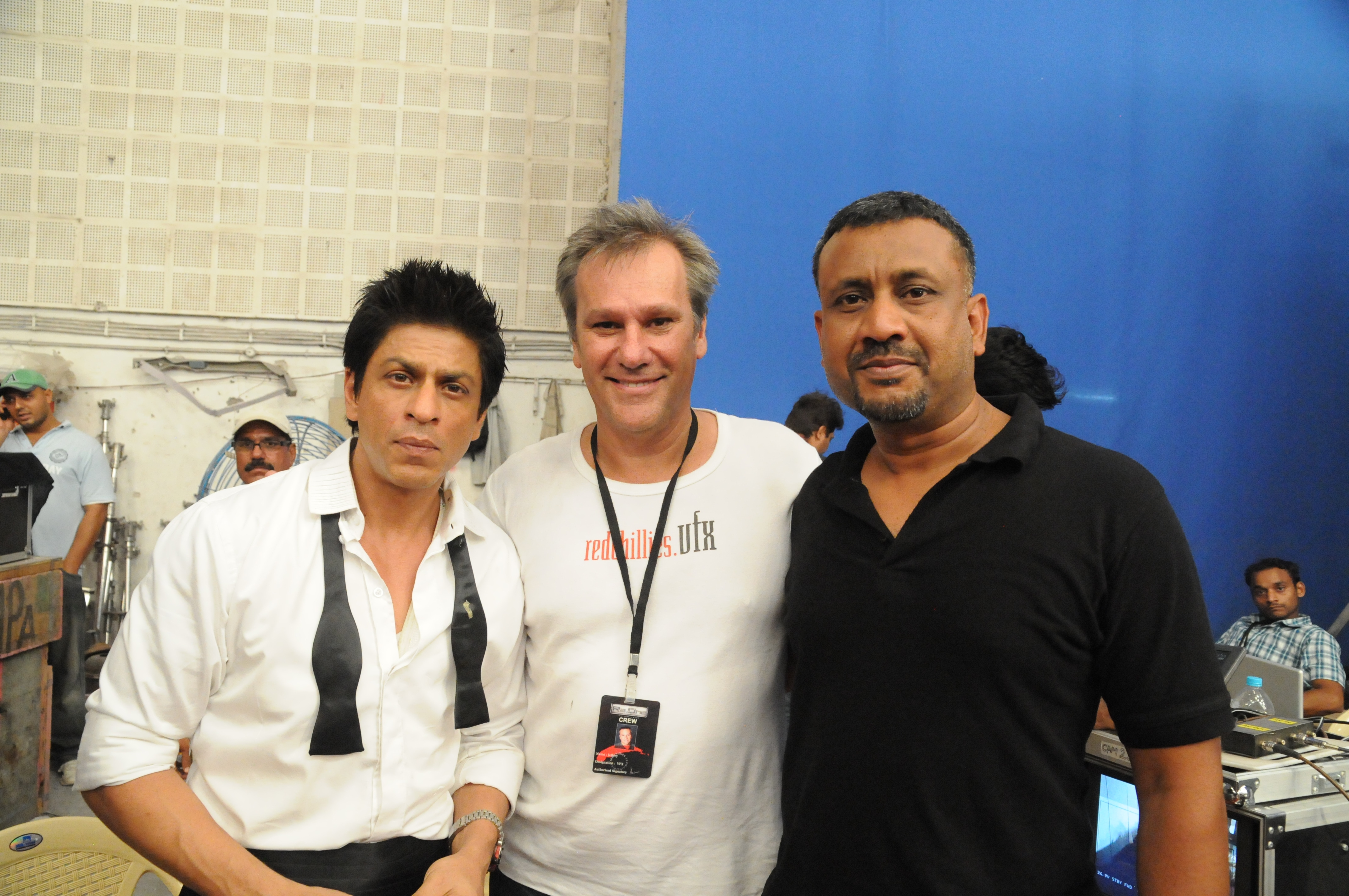
شارون طواقم العمل أثناء تصوير أغنية شامان شالو

تلقى را.وان ردود فعل متباينة في الساحة الفنية، فقد أخذ ردود إيجابية من النقل من حيث الرقمية والتكنولوجيا وكذلك الموسيقى، ولكنهم انتقدو السيناريو والاتتجاه الخاص بالفيلم، وتجاريا أخذ الفيلم المرتبة الثالثة على المستوى المحلي (بوليوود)، وأيضا الفيلم كان الأعلى ربحا في عام 2011 في جميع أنحاء العالم، واقتحم عدد من سجلات شباك التذاكر أثناء الافتتاح، على الرغم من أنه فشل في الحفاظ على نجاحه في شباك التذاكر بعد عطلة نهاية الاسبوع، لكن رغم فرا.وان يعتبر الفيلم الوحيد الذي حقق أرباحها على جميع المستويات والمقصود من ذلك بوليوود والعالم، فاز الفيلم بعد ذلك على العيدد من الجوائز نظرا لجوانبه التقنية والفنية في الصورة والتكنولوجيا، ولا سيما (جائزة الفيلم الوطني)، وجائزة فيلم فير وأربع جوائز من الأكاديمية الدولية للأفلام الهندية.